# Hugo Berthold von Buttel-Reepen
Hugo Berthold von Buttel-Reepen ( * 1860-1933 ), biólogo alemán, autor de diversos trabajos en antropología y apicultura. Autor del trabajo donde describió una nueva subespecie de Apis mellifera la abeja de Tellian de Magreb cuyo nombre científico es Apis mellifera intermissa, clasificada por von Buttel-Reepen, en 1906; y reclasificada por Maa, en 1953. También describió una nueva especie del género Apis en 1906 que denominó Apis koschevnikovi, en honor a G.A. Koschevnikov.